# Cecilia Olague Caballero
Cecilia Olivia Olague Caballero (Chihuahua, Chih., 8 de abril de 1959) es Ingeniera Civil por la Universidad Autónoma Metropolitana (1985), Maestra en Ingeniería por la Universidad Autónoma de Chihuahua (1995) y Doctora en Ingeniería por la Universidad Nacional Autónoma de México (2002), títulos que marcan su perfil profesional en los temas de Urbanismo en México y Latinoamérica.
En octubre del 2016, ocupa el cargo de Secretaria de Desarrollo Urbano y Ecología del Gobierno del Estado de Chihuahua, actividad que desempeña a la par con el nombramiento de Coordinadora Regional Zona Noroeste de la Asociación Nacional de Autoridades Ambientales Estatales A.C. otorgado en febrero del 2017.
En lo académico, desde 1988 Cecilia Olague ha sido Profesora Investigadora Titular de la Universidad Autónoma de Chihuahua en donde también desempeñó el cargo de Secretaria de Investigación y Posgrado de la Facultad de Ingeniería de la UACH hasta marzo del 2004.
Como funcionaria pública, de abril a septiembre del 2004, fue Subdelegada de Desarrollo Urbano, Ordenamiento del Territorio y Vivienda, de la Secretaría de Desarrollo Social (SEDESOL) del Gobierno Federal y en octubre de ese año, asume la Dirección de Desarrollo Urbano y Ecología del Municipio de Chihuahua (2004-2007).
De su trayectoria también destaca el haber sido Directora fundadora del Centro de Transferencia de Tecnología del Transporte en el Estado de Chihuahua y Coordinadora del Nodo UACH México de la Red Mundial de Intercambios (RMI). Además de presidenta del Comité Organizador del Ier Congreso Internacional de Vías Terrestres, abril de 1997, Chihuahua, México.
Así como Presidenta del Comité Organizador del Primer Provial Fronterizo PROVIAL, Chihuahua 98, mayo de 1998, Chihuahua, México y coordinadora del proyecto para instalar en la ciudad de Chihuahua el Centro de Transferencia de Tecnología del Transporte en el Estado de Chihuahua, en colaboración con la FHWA Federal Highway Administration. 
Fue Delegada por México del Comité Técnico Mejoramiento de la Movilidad en Áreas Urbanas de la Asociación Mundial de la Carretera para el periodo 2003–2011 y miembro del Consejo Municipal de Planeación del 2004 a la fecha. 
Pertenece a la Asociación Mexicana de Ingeniería de Vías Terrestres, Asociación Mundial de la Carretera, al Colegio de Ingenieros Civiles de Chihuahua, al Instituto Panamericano de Carreteras, y varias asociaciones civiles y académicas mexicanas.
En octubre del 2003 recibió el Premio Jorge Barousse Moreno otorgado por la AMIVTAC Asociación Mexicana de Ingeniería de Vías Terrestres por el proyecto de investigación para administrar la conservación de pavimentos urbanos denominado CREDO SYSTEM, además cuenta con el Reconocimiento como Perfil PROMEP a partir del 2003 y en el 2010 fue reconocida por el Instituto Chihuahuense de la Mujer al ser considerada una de las 20 integrantes de libro editado por el instituto titulado Huellas de Mujeres Chihuahuenses.
Además fue nombrada mujer destacada en la ceremonia «Mujer Panista del Año 2016» dentro del área Académica.
Sus áreas principales de desarrollo son: el desarrollo urbano sustentable, la durabilidad, la evaluación no destructiva y la conservación del concreto hidráulico, las cuales ha consolidado en libros especializados y en más de 50 trabajos editoriales de manera nacional e internacional.